# Ríg
Ríg oder altnordisch Rígr ist eine literarische Figur und Protagonist aus dem gleichnamigen Lied Rígsþula der Lieder-Edda. Rígr wird als ein Gott dargestellt, der auf einer mythischen Wanderung als Stammvater die Ahnen der drei Stände der mittelalterlichen skandinavischen Gesellschaft zeugte: die Unfreien (Sklaven), Bauern und den Adelsstand.

## Hintergrund
Nach der Prosaeinleitung der Edda-Handschrift des Codex Wormianus aus dem 14. Jahrhundert wird Rígr mit Heimdallr identifiziert, der diesen sonst unbelegten Namen annahm. Hierzu würde die erste Strophe der Vǫluspá einen bestätigenden Hinweis liefern, da dort die Menschheit als Heimdalls „hohe und niedere Verwandtschaft“ bezeichnet wird („meiri oc minni, mǫgo Heimdalar“). Eine weitere Identität des Rígr ließe sich mit Óðinn herstellen, da die Wanderschaft an sich ein Element ist, das in der nordischen Mythologie eng mit diesem Gott verbunden ist, sowie die weiteren Inhalte des Erzählstoffs der Rígsþula: die Nutzung eines Decknamens, die Kontaktsuche mit den Menschen und schwerwiegend das Vertrautmachen der Menschen mit den Runen. Rudolf Simek kommt deshalb zu dem Schluss, dass unter Anbetracht der Prosaeinleitung des Wormianus ursprünglich hinter der Figur des Rígr Oðinn steht.
Der Name des Rígr ist aus dem irischen rí, ríg für „König“ entlehnt.
In der Einleitung zur Rígsmál (Rígsþula) heißt es:

„So wird gesagt in alten Sagen, daß Einer der Asen, der Heimdali hieß, auf seiner Fahrt zu einer Meeresküste kam. Da fand er ein Haus und nannte sich Rígr.“

Der Skandinavist Karl G. Johansson glaubt, dass die Identifikation von Rig und Heimdallr eine Erfindung des Kompilators des Codex Wormianus ist. Daher könne die Rígsþula nicht als Quelle für die nordische Mythologie und Heimdallrs Rolle in ihr herangezogen werden.